# Sytuacja prawna i społeczna osób LGBT w Chinach

Tęczowa flaga – symbol społeczności LGBT

Tęczowa flaga w kształcie Chin

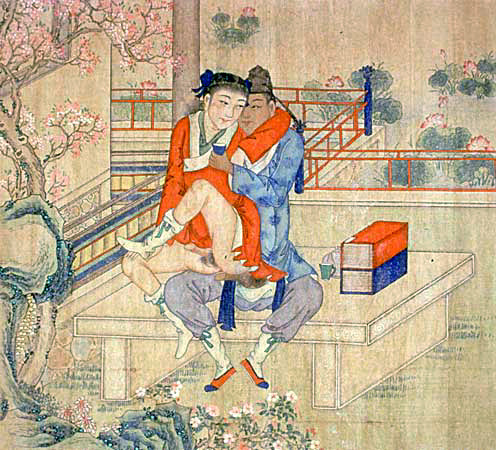
Młodzi mężczyźni czytający poezję i kochający się. Dynastia Qing, XVII–XIX w.

Sytuacja prawna i społeczna osób LGBT w Chinach (współcześnie: w ChRL) – sytuacja osób nieheteroseksualnych, transpłciowych i innych osób queer na terenie Chin, a obecnie na terenie Chińskiej Republiki Ludowej. Przed 1840 r. i nasileniem się wpływu kulturowego Zachodu (i medykalizacji seksualności), homoseksualizm w Chinach miał być uważany za normalny element życia (teza ta jest kontrowersyjna).

## Status prawny
W Chińskiej Republice Ludowej homoseksualizm był albo zakazany, albo uważany za chorobę; kwestia ta była obecna w dyskursie publicznym. Jeszcze w latach 1990 „leczono“ z homoseksualizmu przy pomocy elektrod, a osoby, u których podejrzewano zachowania homoseksualne wysyłane były na krótki okres do więzienia za „chuligaństwo“.
Ustawa piętnująca rzekome chuligaństwo została zniesiona w 1997 roku, i rok ten jest powszechnie uważany za rok depenalizacji homoseksualizmu w Chinach.

## Status społeczny
Pionierskie prace na temat ludzkiej seksualności i homoseksualizmu pojawiać się zaczęły pod koniec lat 1980, dzięki pracy m.in. Gao Cai-quin.
Według Huashan Zhou chińskie słowo towarzysz (同志, tongzhi), które oznacza specyficzny rodzaj relacji międzyludzkich i jako takie powinno stać się alternatywnym modelem do walki na rzecz osób LGBT w Chinach, która to walka nie powinna kopiować modeli zachodnich Tong znaczy „taki sam“‚ (homo), "zhi" oznacza cel, ducha, orientację.

## Homoseksualizm w klasyfikacjach medycznych
Homoseksualizm został sklasyfikowany jako zaburzenie seksualne w pierwszej wersji Chińskiej Klasyfikacji Zaburzeń Psychicznych (CCMD-1), opublikowanej w 1978 roku. Homoseksualizm był dalej patologizowany w CCMD-2 (1989) i w CCMD-2-R (1994). W 2001 roku Chińskie Towarzystwo Psychiatryczne wykreśliło homoseksualizm z trzeciej wersji Chińskiej Klasyfikacji Zaburzeń Psychicznych (CCMD-3), wprowadzając na jego miejsce diagnozę podobną do homoseksualizmu egodystonicznego. Od tego czasu chińska psychiatria nie uznaje homoseksualizmu za zaburzenie psychiczne, ale też nie uważa go za normalny wariant ludzkiej seksualności.